# Hiéroglyphe égyptien D13
Pour les articles homonymes, voir Sourcil (homonymie).

Valeur fractionnaire des différentes parties de l'œil oudjat servant à noter une fraction d'heqat.

Le hiéroglyphe égyptien D13 (sourcil) est classifié dans la section D « Parties du corps humain » de la liste de Gardiner ; il y est noté D13.

## Représentation
Il représente le sourcil de l'œil oudjat.

## Utilisation
C'est un idéogramme de la valeur {\displaystyle {\frac {1}{8}}} dans la mesure heqat (soit environ 0,6 litre de céréales).
| i | K1 · n | H | D13 · D13 |

| i | K1 · n | H | D13 · D13 |

| s | m | d · D13 |

| s | m | d · D13 |